# Metopia malgache
Metopia malgache är en tvåvingeart som beskrevs av Zumpt 1964. Metopia malgache ingår i släktet Metopia och familjen köttflugor.
Artens utbredningsområde är Madagaskar. Inga underarter finns listade i Catalogue of Life.